# Самбуж (Мазовецьке воєводство)
Самбуж (пол. Sambórz) — село в Польщі, у гміні Слупно Плоцького повіту Мазовецького воєводства.
Населення — 138 осіб (2011).
У 1975—1998 роках село належало до Плоцького воєводства.

## Демографія
Демографічна структура станом на 31 березня 2011 року:
|          | Загалом | Допрацездатний вік | Працездатний вік | Постпрацездатний вік |
| -------- | ------- | ------------------ | ---------------- | -------------------- |
| Чоловіки | 61      | 8                  | 43               | 10                   |
| Жінки    | 77      | 17                 | 37               | 23                   |
| Разом    | 138     | 25                 | 80               | 33                   |